# Кільце навколо Сонця
Кільце навколо Сонця(англ. Ring Around the Sun) — науково-фантастичний роман американського письменника Кліффорда Сімака, написаний в традиційному для автора антиурбаністичному стилі. 

## Сюжет роману
Капіталістична економіка США та інших західних країн починає потерпати від торгових атак невідомої групи осіб, яка не шкодуючи грошей та маючи доступ до невідомих людству технологій, руйнує одна за одною цілі галузі промисловості — випускаючи вічні леза, які ніколи не тупляться, вічні лампочки, які ніколи не гаснуть, та вічні автомобілі, які ніколи не ламаються.
Головний герой, письменник Вікерс, рятуючись від хаосу, котрий приходить в американські мегаполіси разом з безробіттям та бідністю, потрапляє в інший вимір, "наступну Землю", яких існує незліченна кількість довкола Сонця, де з'ясовує, що звичний йому світ руйнують власники фабрик, розташованих в іншому вимірі, які вирішили знищити "зіпсовану Землю", аби дати можливість звільненим власникам робочих рук переселитись в інший вимір, щоб зажити там ідеальним і гарантовано безпечним фермерським життям.

## Відгуки
Письменники Браян Олдіс та Девід Вінгров назвали "Кільце навколо Сонця" і "Місто" двома кращими романами Сімака.